# Hatzidakis (Sportschütze)
Khatzidakis (griechisch: Χατζηδάκης), dessen Vorname nicht bekannt ist, war ein osmanischer Sportschütze, der bei den Olympischen Sommerspielen 1896 in Athen für Griechenland teilnahm. Er startete im 300-m-Militärgewehr-Bewerb, sein Ergebnis und seine Punkte sind jedoch unbekannt. Man weiß lediglich, dass er es nicht in die besten fünf schaffte.